# Чіонг Тунг
Чіонг Тунг (20 червня 1935) — в'єтнамський дипломат, науковець. Надзвичайний і Повноважний Посол В'єтнаму в Україні.

## Біографія
Народився 20 червня 1935 року у в'єтнамській провінції Кіанг Нам. Архітектор, Кандидат наук, Професор.
З 1959 по 1965 — викладач Ханойського політехнічного інституту.
З 1965 по 1974 — заступник декана факультету архітектури Ханойського будівельного інституту.
З 1974 по 1978 — ректор Архітектурного інституту в Хошіміні. Головний архітектор міста Хошіміна.
З 1978 по 1982 — заступникначальника Головного управління з розвитку житла й міського будівництва Міністерства будівництва В'єтнаму.
У 1982 — директор проектного інституту.
З 1982 по 1992 — заступник голови Народного комітету Ханоя, голова комісії з екології, директор Інституту планування, головний архітектор Ханоя.
З 1993 по 1997 — Надзвичайний і Повноважний Посол В'єтнаму в Києві (Україна)